# Jonne Valtonen

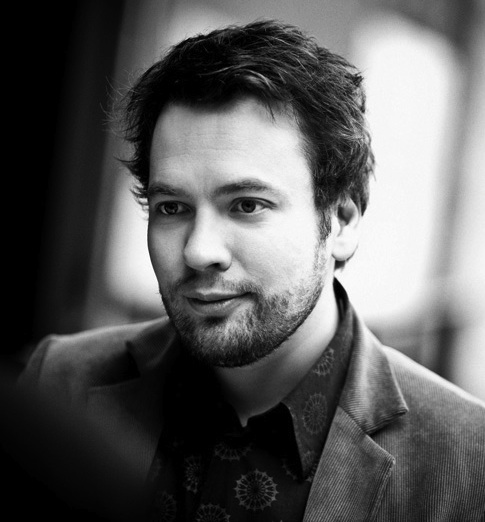
Jonne Valtonen, 2010

Jonne Valtonen (Turku, 23 maart 1976 ) is een Finse componist van film- en computergamemuziek en arrangeur van gamemuziek. In de tracker- en demoscene werkt hij onder de naam 'Purple Motion'.

## Leven
Valtonen groeide op met een broer in het Finse Kaarina. Vanaf zijn achtste kreeg hij pianolessen. Hij voltooide zijn compositiestudie aan de Piranha Polytechnic University of Applied Science, waar hij in 2009 afstudeerde. Tot zijn leermeester behoren Hannu Pohjannoro, Oliver Kohlenberg, Magnus Lindberg, Jukka Tiensuu, Kirmo Lintinen, Esa-Pekka Salonen en Michael Nyman. 
Vanaf 1996 schreef hij muziek voor onder meer Finse gameontwikkelaars voor Remedy Entertainment, Housemarque en Bugbear Entertainment. Sinds 2005 arrangeert en orkestreert hij de muziek voor symfonische concerten met videogamemuziek, die zijn uitgevoerd in Europese en Aziatische concertzalen. Sinds 2008 is hij de muzikale leider van Merregnon Studios voor alle liveuitvoeringen van de concerten die door Merregnon zijn gearrangeerd.

## Prijzen en onderscheidingen
In 2014 won het London Symphony Orchestra de Annual Game Music Award voor zijn vertolking van de Final Symphony VI, VII, X van Nobuo Uematsu en Masashi Hamauzu. De arrangeurs van het stuk zijn Jonne Valtonen en Roger Wanamo.
In 2017 ontving hij de Game Audio Award voor Albion Online. In 2019 was hij jurylid.

## Gamemuziek arrangementen (selectie)
- 2005 - Elder Scrolls III: Morrowind (Suite) voor het Symphonic Game Music Concert
- 2006 - Super Mario Bros. (Suite) voor PLAY! A Video Game Symphony
- 2006 - The legend of Zelda (Suite) voor PLAY! A Video Game Symphony
- 2006 - Turrican 3 (Suite) voor het Symphonic Game Music Concert
- 2006 - Castlevania: Symphony of the Night (Wood Carving Partita) voor het Symphonic Game Music Concert
- 2007 - Commodore 64 (Suite) voor PLAY! A Video Game Symphony
- 2007 - Commodore Amiga (Suite) voor PLAY! A Video Game Symphony
- 2007 - Secret of Mana (Suite) voor het Symphonic Game Music Concert
- 2007 - Metal Gear Solid 3: Snake Eater (Suite) voor het Symphonic Game Music Concert
- 2007 - World Club Champion Football 2006–2007 (live orkestsoundtrack) voor SEGA
- 2007 - World Club Champion Football 2006–2007 (Suite) voor het Symphonic Game Music Concert
- 2007 - Wonderland Adventures voor Midnight Synergy
- 2008 - Grand Monster Slam (Opening Fanfare) voor het WDR concert That's Sound, that's Rhythm
- 2008 - Mobile Suit Gundam Battlefield Record UC0081 (video game music arrangementen) voor Namco Bandai Games
- 2008 - Symphonic Shades – Hülsbeck in concert (WDR concert opgedragen aan Chris Hülsbeck)
- 2009 - Super Mario Galaxy – A Musical Adventure (schoolconcert tour met muziek uit Super Mario Galaxy)
- 2009 - Symphonic Fantasies – music from Square Enix (WDR concert gewijd aan de muziek van Square Enix)
- 2010 - Symphonic Legends – music from Nintendo (WDR concert gewijd aan de muziek van Nintendo)
- 2011 - LEGENDS – music from Nintendo (concert van het Royal Stockholm Philharmonic Orchestra gewijd aan de muziek van Nintendo)
- 2011 - Symphonic Odysseys – Tribute to Nobuo Uematsu (WDR concert gewijd aan Nobuo Uematsu)
- 2012 - Symphonic Fantasies Tokyo – music from Square Enix (concertvoorstelling van het Tokyo Philharmonic Orchestra)
- 2012 - Symphonic Fantasies Stockholm – music from Square Enix (concertvoorstelling van het Royal Stockholm Philharmonic Orchestra)
- 2013 - Final Symphony – music from Final Fantasy VI, VII and X (concertvoorstelling van het Sinfonieorchester Wuppertal)
- 2013 - Final Symphony London – music from Final Fantasy VI, VII and X (concertvoorstelling door het London Symphony Orchestra)
- 2014 - Final Symphony Tokyo – music from Final Fantasy VI, VII and X (concertvoorstelling door het Tokyo Philharmonic Orchestra)
- 2014 - Final Symphony Aarhus – music from Final Fantasy VI, VII and X (concertvoorstelling door het Aarhus Symphony Orchestra)
- 2014 - Final Symphony Stockholm – music from Final Fantasy VI, VII and X (concert door het Royal Stockholm Philharmonic Orchestra)
- 2014 - Symphonic Legends London – music from The Legend of Zelda (concertvoorstelling door het London Symphony Orchestra)
- 2014 - Final Symphony Tampere – music from Final Fantasy VI, VII and X (concert van het Tampere Philharmonic Orchestra)

## Hedendaags werk (selectie)
- 2003 - Unelma Mäntästä (korte film)
- 2004 - Aukeus! (hedendaagse muziek)
- 2005 - Mimesis (vioolsolo)
- 2005 - Virtapiirileikki (hedendaagse muziek)
- 2006 - Production Values (trompet miniconcert)
- 2007 - Pianosonata I
- 2007 - Piece for chamber orchestra and soprano”
- 2007 - Tales from the kitch – series (pianosolo)
- 2008 - Tango Nellille (WDR commission work, concertpremiere  op 6 maart 2010)
- 2009 - Fanfare overture (WDR commission work, concertpremiere op 12 september 2009)
- 2009 - .wav for string orchestra
- 2010 - End credits for an orchestra (concertpremiere op 10 juli 2010 met het WDR Radio Orchest)
- 2010 - Fanfare for the Common 8-bit Hero (WDR commission work, concertpremiere op 10 juli 2010)
- 2013 - Culicidae Night (voor Male Voice Choir)
- 2017 - Tales from the Moominvalley - musical suite for the orchestra, children's choir and solists (Tampere Philharmonic Orchestra commission work, concertpremiere op 9 augustus 2017)
- 2018 - The Blue Bird (cello/piano duo en strijkorkest)
- 2019 - Song of the Scarlet Flower (Tampere Philharmonic Orchestra commission work, concertpremiere op 12 april 2019)

## Theatermuziek (selectie)
- 1998 - Dracula
- 1998 - The Miser
- 1999 - Don Quijote
- 2000 - Saituri
- 2001 - Tartuffe
- 2004 - Circus Sergei
- 2005 - Mieletön raamatun historia
- 2006 - B. Virtanen
- 2006 - Hattifattenerrs Island

## Game soundtracks (selectie)
- 1996 - Alien Incident
- 1996 - Death Rally
- 1999 Drop Mania
- 1999 - Thrust, Twist + Turn
- 1999 - Fire Crow
- 2000 - Puzzle Station
- 2000 - Project S-11
- 2001 - 3DMark2001 SE (PC Benchmark)
- 2001 - Rally Trophy
- 2001 - Rampage Puzzle Attack
- 2002 - Geopod
- 2002 - Wonderland series
- 2003 - Stuntcar Extreme
- 2003 - Typer Shark Deluxe
- 2003 - Floboarding
- 2003 - Wordshark
- 2004 - Fathammer Classics Pack
- 2004 - Geopod XE
- 2004 - Insaniquarium Deluxe
- 2004 - Stuntcar Extreme Advanced
- 2005 - Toy Golf
- 2005 - Fathammer Bowling
- 2005 - Rainbow Jek
- 2005 -Super Drop Mania
- 2005 - Tank Squad
- 2005 - The Chronicles of Narnia
- 2005 - SpongeBob SquarePants: Krabby Quest
- 2007 - Wonderland Adventures
- 2008 - Golf: Tee It Up!
- 2009 -  Stair Dismount 2
- 2013 - Albion Online beta soundtrack
- 2014 - Mobile Suit Gundam: Side Stories
- 2015 - Cities: Skylines
- 2017 - Albion Online orchestral soundtrack

## Discografie
- 2000 - Merregnon Soundtrack, Volume 1 (twee composities, synSONIQ Records)
- 2004 - Musicdisk (eerste soloalbum)
- 2004 - Merregnon Soundtrack, Volume 2 (twee composities, Engelse en Japanse editie, Merregnon Studios/Soulfood Distribution/Dex Entertainment)
- 2007 - Number Nine (Turrican 3 Piano Suite arrangement, synSONIQ Records)
- 2008 - Symphonic Shades (live concert arrangement en orkestratie, Merregnon Studios/synSONIQ Records)
- 2008 - Musica e WCCF secondo movimento (live orkest en koorarrangement en orkestratie, Wave Master)
- 2010 - Symphonic Fantasies (liveconcert arrangement en orkestratie, Decca Records/Square Enix)
- 2010 - Benyamin Nuss plays Uematsu (pianoarrangement, Deutsche Grammophon)
- 2012 - Symphonic Fantasies Tokyo (live concertarrangement en orkestratie, Merregnon Studios/Square Enix)
- 2012 - Folk Tunes (Kahden Kauppa compositie voor Spark, Deutsche Grammophon)
- 2019 - Tracked (1991-2000)

## Prijzen
- 1992 - Assembly: 1e plaats, Unreal Soundtrack
- 1993 - Assembly: 1e plaats, Second Reality Soundtrack
- 1993 - Assembly: 1e plaats, Sundance
- 1993 - Aggressive Party: 1e plaats, Shadowrun
- 1999 - Assembly: 1e plaats, Credits
- 2002 - IFCT Award: Best Original Soundtrack, House by the Sea
- 2006 - Isofestival: 2e plaats, Mimesis for Viola
- 2007 - Adagio Composition Contest: Honorable mention, Elegiac
- 2015 - Game music awards, Finland 2015 : 1e plaats
- 2017 - Game music awards, Finland 2017 : 1e plaats
- 2017 - Arts Promotion Centre Finland - Pirkanmaa fine art award, Finland 2017